# Маркиз Бристоль
Маркиз Бристоль (англ. Marquess of Bristol) — наследственный титул в системе Пэрства Соединённого королевства, созданный для семьи Херви 30 июня 1826 года. Вспомогательные титулы маркиза: граф Бристоль (создан в 1714), граф Джермин из Хорнингшита в графстве Суффолк (1826) и барон Херви из Икворта-хауса в графстве Суффолк (1703).
Титул барона Херви (Пэрство Англии), титул графа Бристоля (Пэрство Великобритании) и титул графа Джермина (Пэрство Соединённого королевства).
Титул учтивости старшего сына и наследника маркиза — «Граф Джермин».
Нынешний носитель титула — Фредерик Херви, 8-й маркиз Бристоль, 12-й граф Бристоль (род. 1979).

## Родовое гнездо

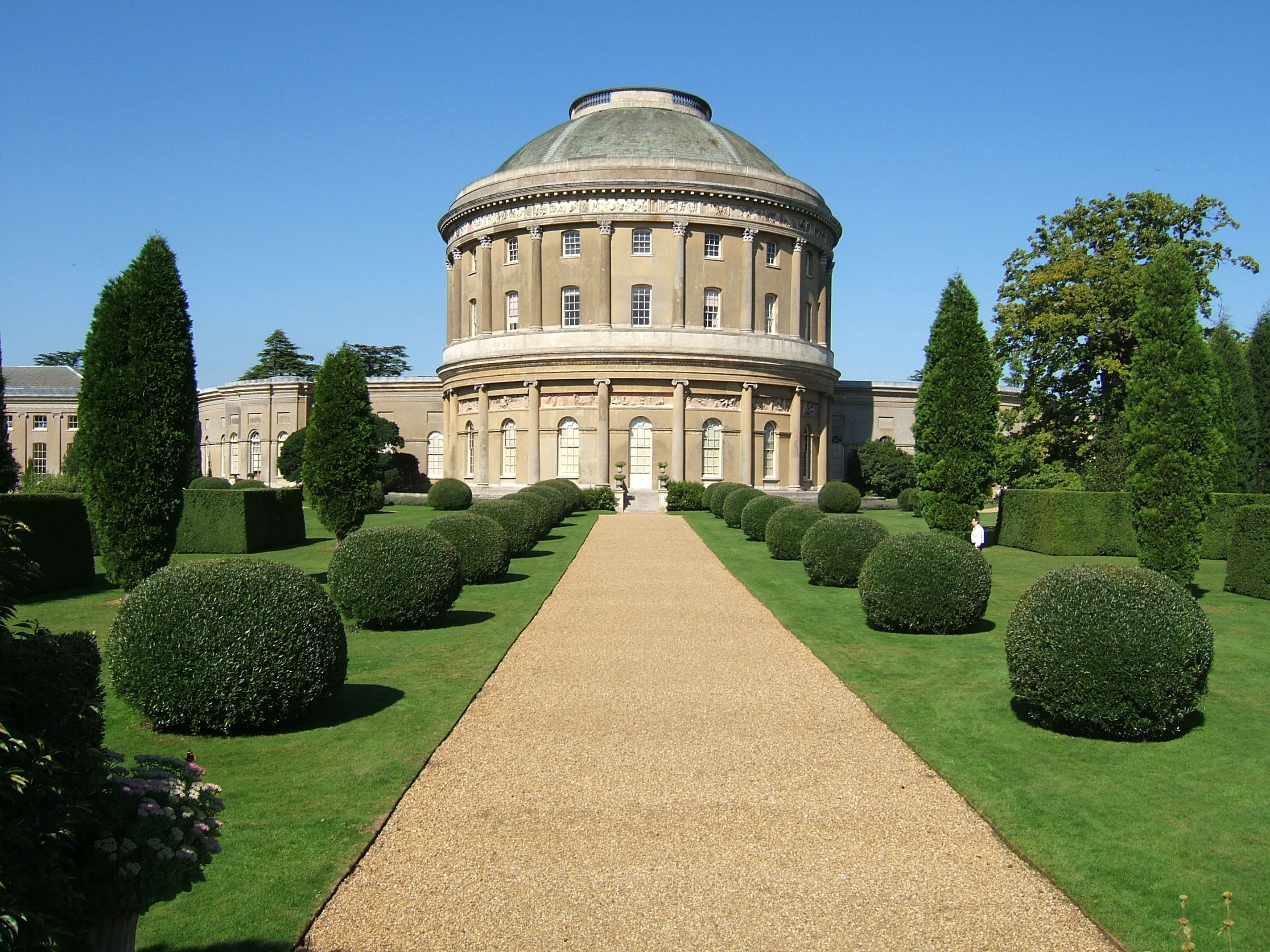
Икворт-хаус в августе 2007 года

Семья Херви проживала в поместье Икворт в графстве Суффолк с середины XV века по 1998 год. Икворт-хаус был создан в конце XVIII века 4-м графом Бристолем. Традиционным местом захоронения рода Херви является церковь Икворта, которая также находится на территории их родовой усадьбы. В семейной усыпальнице захоронены многие представители рода, начиная с Томаса Херви (ум. 1467), первого владельца имения Икворт-хаус, все графы и маркизы Бристоль, а также многие из их жен и дочерей. В 1956 году Элис Фрэнсис Теодора Херви (1875—1957), вдова Фредерика Херви, 4-го маркиза Бристоля (1863—1951), подарила родовой дом и окрестную землю, за исключением церкви, Национальному фонду вместо выплаты налога за наследство. Семье маркизы Бристоля было предоставлено 99 лет на аренду восточного крыла Икворт-хауса.
В 1998 году Джон Херви, 7-й маркиз Бристоль (1954—1999), продал оставшуюся часть поместья Национальному фонду Великобритании. Он скончался через год, растратив все своё унаследованное состояние.

## История

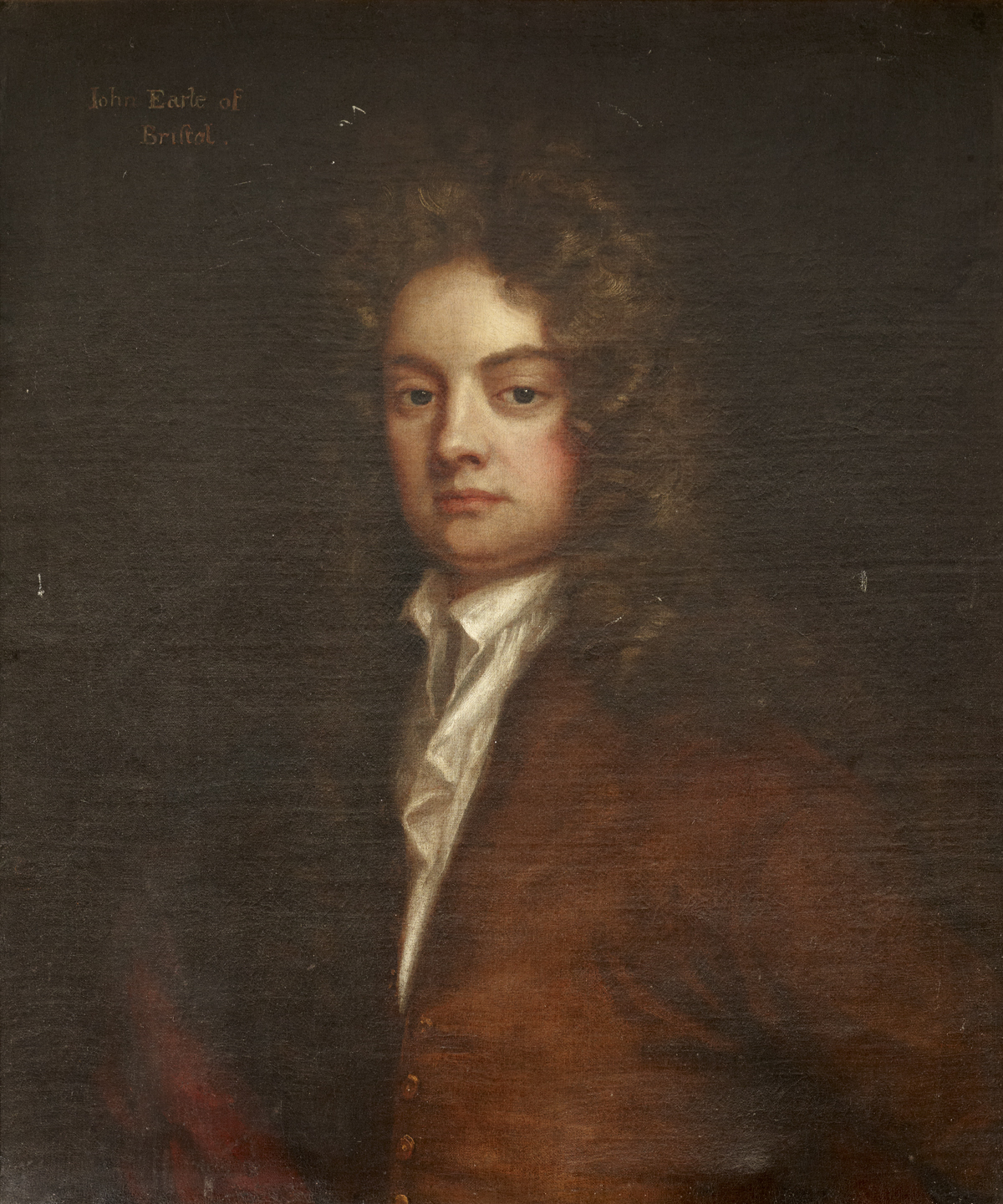
Джон Херви, 1-й граф Бристоль (1665—1751), портрет Готфрида Кнеллера

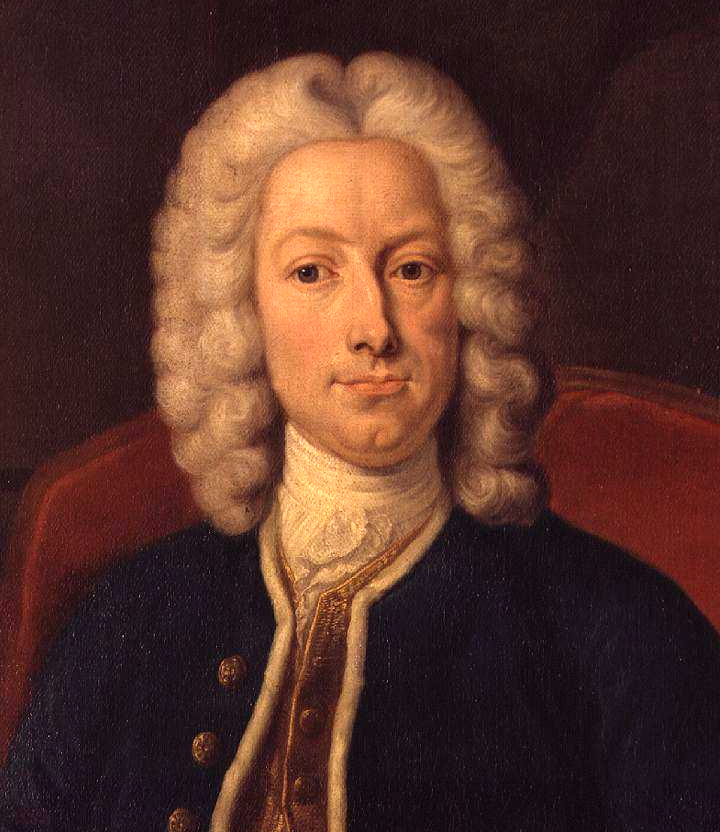
Джон Херви, 2-й барон Херви (1696—1743)

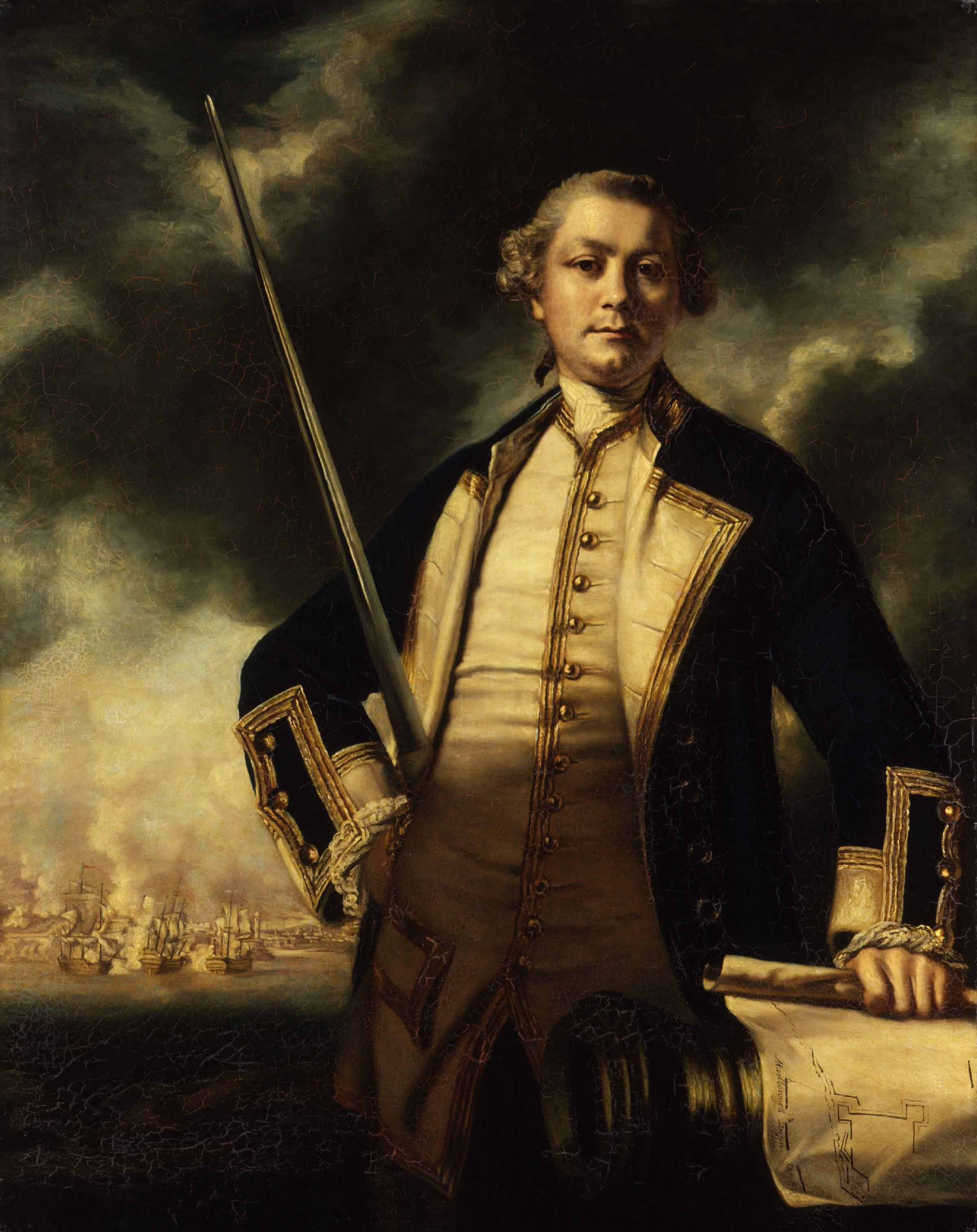
Огастес Джон Херви, 3-й граф Бристоль (1724—1779)

Семья Херви происходит от сэра Томаса Херви, который был депутатом Палаты общин от Бери-Сент-Эдмендс (1679—1690). Многие члены семьи представляли этот округ в Палате общин. Его сын Джон Херви (1665—1751) также был депутатом парламента от Бери-Сент-Эдмендса (1694—1703). В 1703 году для него был создан титул барона Херви из Икворта в графстве Суффолк (Пэрство Англии). В 1714 году он стал пэром Великобритании, получив титул графа Бристоля. 1-й граф Бристоль скончался в 1751 году. Два его старших сына (Карр и Джон) скончались при жизни отца. Ему наследовал его внук, Джордж Херви, 2-й граф Бристоль (1721—1775), старший сын Джона Херви, 2-го барона Херви (1696—1743). Он был послом Великобритании в Турине и Мадриде, лордом-лейтенантом Ирландии (1766) и лордом-хранителем Малой печати (1768—1770). Ему наследовал его младший брат, Огастес Херви, 3-й граф Бристоль (1724—1779), вице-адмирал британского флота. Он был депутатом Палаты общин от Бери-Сент-Эдмендса (1757—1763, 1768—1775) и Сэлташа (1763—1768), а также занимал пост министра по делам Ирландии (1766—1767). Его преемником стал его младший брат, Фредерик Огастес Херви, 4-й граф Бристоль (1730—1803).
Ранним предком сэра Томаса Херви был Джон Херви из Бедфордшира (род. 1290). Его потомок Томас Херви (ум. 1467), стал первым владельцем имения Икворт в Суффолке.
Фредерик Огастес Херви, 4-й граф Бристоль, был известен как «граф-епископ». Он был епископом Клойна (1767—1768) и Дерри (1768—1803). В 1795 году он начал расширять своё родовое гнездо, создавая, таким образом, Икворт-хаус в его современном виде. Дом был еще не достроен, когда он скончался в 1803 году, строительство завершили его преемники. В 1799 году он получил титул 5-го барона Говарда де Уолдена. Лорд Бристоль женился на Элизабет (1733—1800), сестре и наследнице сэра Чарльза Даверса, 5-го баронета (ок. 1730—1763), правнучке Томаса Джермина, 5-го барона Джермина (1633—1703). Его второй сын, Джон Огастес Херви, лорд Херви (1757—1796), был капитаном королевского флота, а также служил в качестве посла во Флоренции (1787—1794). Он скончался при жизни отца. Его дочь Элизабет Кэтрин Кэролайн Херви (1780—1803), вышла замуж за Чарльза Эллиса, 1-го барона Сифорда (1771—1845). Их сын Чарльз (1799—1868) унаследовал титул 6-го барона Говарда де Уолдена после смерти своего прадеда, лорда Бристоля, в 1803 году. После смерти 4-го графа Бристоля титул перешел к его третьему сыну, Фредерику Уильяму Херви, 5-му графу Бристолю (1769—1859). Он был политиком, служил парламентским заместителем министра иностранных дел в правительстве Генри Аддингтона (1801—1803).
В 1826 году для Фредерика Уильяма Херви, 5-го графа Бристоля, был создан титул маркиза Бристоля и графа Джермина из Хорнингшита в графстве Суффолк (Пэрство Соединённого королевства). В 1859 году после его смерти обладателем маркизата стал его старший сын Фредерик Уильям Херви, 2-й маркиз Бристоль (1800—1864). 2-й маркиз Бристоль также был политиком от партии тори, занимал пост казначея Хаусхолда в правительстве Роберта Пиля (1841—1846). Когда он умер, титул маркиза унаследовал его старший сын, Фредерик Уильям Джон Херви, 3-й маркиз Бристоль (1834—1907). Он был депутатом Палаты общин Великобритании от Западного Суффолка (1859—1864) и лордом-лейтенантом графства Суффолк (1886—1907). 3-й маркиз скончался, не оставив мужского потомства. Ему наследовал его племянник, Фредерик Уильям Фэйн Херви, 4-й маркиз Бристоль (1863—1951), сын лорда Огастеса Херви (1837—1875), второго сына 2-го маркиза Бристоля. Он был контр-адмиралом британского флота и заседал от консервативной партии в Палате общин, где представлял Бери-Сент-Эдмендс (1906—1907). У него не было сыновей, ему наследовал его младший брат, Герберт Артур Роберт Херви, 5-й маркиз Бристоль (1870—1960). Он был британским дипломатом, служил послом в Колумбии (1919—1923), в Перу и Эквадоре (1923—1929). Его единственный сын, Виктор Фредерик Кокрейн Херви, 6-й маркиз Бристоль (1915—1985), был канцлером Международной Монархической Лиги. Он переехал в Монте-Карло в начале 1979 года, спасаясь от налогов, где скончался 10 марта 1985 года.
6-й маркиз Бристоль был трижды женат. Его сын от первого брака, Фредерик Уильям Джон Огастес Херви (1954—1999), стал 7-м маркизом Бристолем. Яркий персонаж, он умер бездетным без гроша в кармане после многолетнего злоупотребления наркотиками в возрасте 44 лет в январе 1999 года. Единственный сын 6-го маркиза Бристоля от второго брака, лорд Николас Херви (1961—1998), покончил жизнь самоубийством в возрасте 36 лет. От третьего брака у 6-го маркиза Бристоля было трое детей: Фредерик Херви, 8-й маркиз Бристоль (род. 1979), Леди Виктория Херви (род. 1976) и Леди Изабелла Херви (род. 1982). Нынешний лорд Бристоль занимается бизнесом, а две его сестры являются актрисами и светскими львицами, участницами реалити-шоу.

## Другие известные члены семьи Херви
- Сэр Николас Херви (ум. 1532), брат Джона Херви (ум. 1556), предка 1-го графа Бристоля, служил послом короля Генриха VIII при дворе императора Священной Римской империи и принимал участие в дипломатических переговорах на поле золотой парчи в 1520 году
- Генри Херви (ум. 1642), сын Генри Херви и внук предыдущего. В 1620 году получил титул 1-го барона Херви из Кидбрука
- Достопочтенный Томас Херви (1698—1775), депутат Палаты общин от Бери-Сент-Эдмендса, второй сын 1-го графа Бристоля от второго брака
- Достопочтенный Уильям Херви (1699—1776), капитан королевского флота, третий сын 1-го графа Бристоля от второго брака

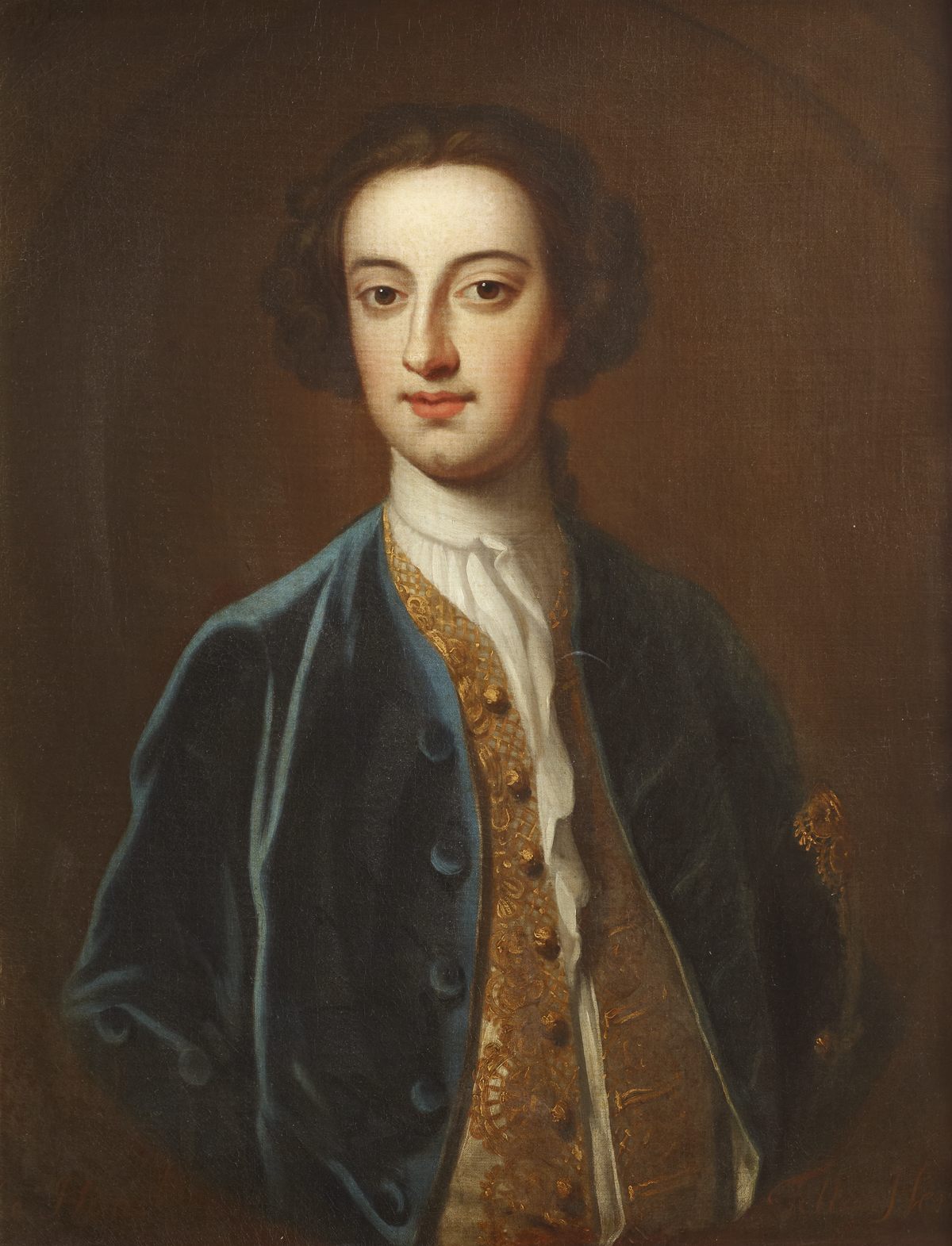
Достопочтенный Фелтон Херви (1712—1773)

- Достопочтенный Фелтон Херви (1712—1773), депутат Палаты общин от Бери-Сент-Эдмендса (1747—1761), шестой сын 1-го графа Бристоля от второго брака
- Фелтон Херви-Батерст (1782—1819), полковник британской армии, внук предыдущего. В 1818 году получил титул баронета из Лейнстона
- Сэр Джордж Уильям Херви (1845—1915), генеральный контролёр и секретарь Совета национального долга (1894—1910), сын лорда Уильяма Херви (1805—1850), третьего сына 1-го маркиза Бристоля
- Преподобный лорд Артур Чарльз Херви (1808—1894), епископ Бата и Уэллса (1869—1894), четвертый сын 1-го маркиза Бристоля
- Лорд Альфред Херви (1816—1875), консервативный политик, депутат Палаты общин от Брайтона (1842—1857) и Бери-Сен-Эдмендса (1859—1865), шестой сын 1-го маркиза Бристоля
- Преподобный Фредерик Альфред Джон Херви (1846—1910), капеллан королевы Виктории (1886—1901) и домашний капеллан короля Эдуарда VII (1878—1910), старший сын предыдущего
- Лорд Огастес Херви (1837—1875), депутат парламента от Западного Суффолка (1864—1875), второй сын 2-го маркиза Бристоля
- Лорд Фрэнсис Херви (1846—1931), депутат Палаты общин от Бери-Сент-Эдмендса (1874—1880, 1885—1892), четвертый сын 2-го маркиза Бристоля.

## Барон Херви (1703)
- 1703—1751: Джон Херви, 1-й барон Херви (1665—1751), младший сын сэра Томаса Херви (ок. 1625—1694), граф Бристоль с 1714 года.
- 1733—1743: Джон Херви, 2-й барон Херви (13 октября 1696 — 5 августа 1743), старший сын предыдущего от второго брака.

## Графы Бристоль (1714)
- 1714—1751: Джон Херви, 1-й граф Бристоль (27 августа 1665 — 20 января 1751), младший сын сэра Томаса Херви (ок. 1625—1694)
  - Карр Херви, лорд Херви (17 сентября 1691 — 15 ноября 1723), единственный сын предыдущего от первого брака
  - Джон Херви, 2-й барон Херви (13 октября 1696 — 5 августа 1743), старший сын 1-го графа Бристоля от второго брака
- 1751—1775: Джордж Херви, 2-й граф Бристоль (3 августа 1721 — 18 марта 1775), старший сын Джона Херви, 2-го барона Херви (1696—1743), внук 1-го барона Херви
- 1775—1779: Огастес Херви, 3-й граф Бристоль (19 мая 1724 — 23 сентября 1779), второй сын Джона Херви, 2-го барона Херви
- 1779—1803: Фредерик Херви, 4-й граф Бристоль (1 августа 1730 — 8 июля 1803), третий (младший) сын Джона Херви, 2-го барона Херви (1696—1743), внук Джона Херви, 1-го барона Херви
  - Джордж Херви (25 октября 1755 — ок. 1764), старший сын предыдущего
  - Джон Херви, лорд Херви (13 мая 1757 — 20 марта 1796), второй сын 5-го графа Бристоля
- 1803—1859: Фредерик Херви, 5-й граф Бристоль (2 июня 1769 — 15 февраля 1859), младший сын 4-го графа Бристоля, маркиз Бристоль с 1826 года.

## Маркизы Бристоль (1826)
- 1826—1859: Фредерик Херви, 1-й маркиз Бристоль (2 июня 1769 — 15 февраля 1859), третий (младший) сын Фредерика Огастеса Херви, 4-го графа Бристоля
- 1859—1864: Фредерик Херви, 2-й маркиз Бристоль (15 июля 1800 — 30 октября 1864), старший сын предыдущего
- 1864—1907: Фредерик Херви, 3-й маркиз Бристоль (28 июня 1834 — 7 августа 1907), старший сын предыдущего
- 1907—1951: Фредерик Херви, 4-й маркиз Бристоль (8 ноября 1863 — 24 октября 1951), второй сын лорда Огастеса Генри Чарльза Херви (1837—1875) и внук 2-го маркиза Бристоля
- 1951—1960: Герберт Херви, 5-й маркиз Бристоль (10 октября 1870 — 5 апреля 1960), младший брат предыдущего, пятый сын лорда Огастеса Генри Чарльза Херви
- 1960—1985: Виктор Херви, 6-й маркиз Бристоль (6 октября 1915 — 10 марта 1985), единственный сын предыдущего
- 1985—1999: Джон Херви, 7-й маркиз Бристоль (15 сентября 1954 — 10 января 1999), единственный сын предыдущего от первого брака
- 1999 — настоящее время: Фредерик Уильям Огастес Херви, 8-й маркиз Бристоль (род. 19 октября 1979), единственный сын 6-го маркиза Бристоля от третьего брака, сводный брат предыдущего;
  - Наследник: Фредерик Уильям Герберт Морли Херви, граф Джермин (род. 25 июля 2022), единственный сын 7-го маркиза Бристоля.